# Tomasz Pallavicini
Tomasz Pallavicini – władca Markizatu Bodonitzy od 1286 roku. 

## Życiorys
Był wnukiem Rubino, młodszego brata Guy Pallavicini. Data jego śmierci nie jest znana. Jego następca był jego syn Albert Pallavicini. 